# GJ 1002
GJ 1002 (LHS 2 / G 158-27 / Zkh 3) es una estrella a solo 15,81 años luz (4,848 parsec según el registro oficial del Exoplanet Archive) del sistema solar situada en la constelación de Cetus. Los sistemas estelares más próximos a ella son GJ 1005, a 2,98 años luz, la estrella de Van Maanen, enana blanca a 4,4 años luz, y Gliese 876, estrella en donde se han descubierto varios planetas extrasolares, a 4,94 años luz.
GJ 1002 es una enana roja de brillo muy débil que, con magnitud aparente +13,76, solo es visible con telescopios. Su masa es apenas el 11 % de la masa solar, con un radio en torno al 13 % del solar. Pertenece al tipo espectral M5.5V, siendo una estrella de características semejantes a la conocida Próxima Centauri o a UV Ceti (Luyten 726-8 B), esta última también en la misma constelación. A diferencia de estas dos estrellas que son estrellas fulgurantes, GJ 1002 parece ser una estrella inactiva cuyo flujo magnético superficial es nulo.
Su temperatura efectiva es de 3150 K y su luminosidad es solo el 0,0061 % de la que tiene el Sol. Tiene una velocidad de rotación igual o inferior a 2,3 km/s.

## Sistema Planetario
En diciembre de 2022 se anunció el descubrimiento por parte del astrofísico español Alejandro Suárez Mascareño y su equipo mediante el método de velocidad radial de 2 planetas alrededor de la estrella, estos planetas fueron llamados GJ 1002 b y GJ 1002 c. Ambos exoplanetas están en la zona habitable de su estrella, zona donde es posible (con una densidad atmosférica adecuada) la presencia de agua en estado líquido y poseen una masa similar a nuestro planeta. El más cercano, GJ 1002 b, completa su órbita en solo 10,35 días y el segundo, GJ 1002 c, en 21,2 días. 
Fueron descubiertos gracias a la combinación de dos instrumentos especializados en Velocidad Radial, EXPRESSO y CARMENES.
Debido a la cercanía de tan solo 15,81 años luz (4,84867 parsecs), su masa tan similar a la terrestre y que ambos orbiten la zona habitable de la estrella madre los convierten sin duda en futuros objetivos de estudio en busca de biofirmas en sus atmósferas que indiquen la presencia de procesos biológicos o geológicos por parte de telescopios como el Telescopio James Webb o el próximo Telescopio Extremadamente Grande que en estos momentos está siendo construido en el Cerro Armazones, Chile.